# تپه چیا سبز ۱
تپه چیا سبز ۱ مربوط به عصر مفرغ - سده‌های ۶–۴ ه.ق است و در شهرستان کوهدشت، بخش طرهان، دهستان طرهان، ۱/۸ کیلومتری شرق روستای پشت تنگ سفلی واقع شده و این اثر در تاریخ ۲۸ اسفند ۱۳۸۵ با شمارهٔ ثبت ۱۸۳۹۸ به‌عنوان یکی از آثار ملی ایران به ثبت رسیده است.